# 4389 Durbin
4389 Durbin (1976 GL3) là một tiểu hành tinh vành đai chính được phát hiện ngày 1 tháng 4 năm 1976 bởi N. S. Chernykh ở Nauchnyj.